# Le Beffroi (comics)
Pour les articles homonymes, voir Beffroi (homonymie).
Le Beffroi (The Spire) est une bande dessinée américaine scénarisée par Simon Spurrier et dessinée par Jeff Stokely située dans un univers de fantasy post-apocalyptique, à la croisée des genres new weird et enquête. La série a été initialement publiée en huit numéros par Boom! Studios en 2015. La série a été nommée pour un Eisner Award en 2016 dans la catégorie "Meilleure série limitée ".
L'histoire prend place dans le Beffroi, une vaste et haute ville située au milieu d'un désert mortel, prise dans une longue guerre avec des fanatiques religieux et déchirée par des tensions entre ses dirigeants et la sous-classe des "Sculptés", des mutants qui ont été hybridés avec des éléments non humains. L'héroïne est Shå, capitaine de la police de la ville, qui enquête sur une série de meurtres d'aristocrates à un moment où une nouvelle baronne est couronnée et où les conflits internes et externes de la ville sont sur le point d'éclater.
Après Six-Gun Gorilla, le Beffroi est la deuxième collaboration de Spurrier et Stokely. Spurrier a décrit la recette de la série comme "une part de Mad Max, une part de Bladerunner, une part de Dark Crystal, et une dernière part de délire total (nutfuck insanity)."
Paste Magazine a qualifié la bande dessinée de "séduisante" et y a trouvé des inspirations puisées dans Bas-Lag de China Miéville et dans Ambregris de Jeff VanderMeer pour créer un monde où "les aspects fantastiques n'atténuent pas les pires aspects de la nature humaine".

## Personnages
- Shå, capitaine de la garde urbaine (police), une mutante de la race des Médusi. D'un naturel direct, elle s'embarrasse peu des conventions mais elle est généralement appréciée pour son efficacité.
- La marquise Juletta,
- Le baron Madrien Crystor-Haan III,
- Tavi, la fille aînée du baron et de la marquise, qui hérite de la couronne à la mort de son père,
- Meera, leur fille cadette, amante de Shå,
- Litten, le médecin personnel de la couronne,
- Rikkit, un mutant, secrétaire personnel de la marquise Juletta,
- Madame Kean, la gouvernante de la couronne,
- Pug, un mutant Garg capable de voler et messager pour la garde urbaine,
- Milk, un autre agent de la garde urbaine,
- Wud, le "jacasseur", un informateur de la race des Lluscs,
- Britelwöd, un émissaire des Médusi
- l'Ancien, le chef des Médusi, dans les Bois brumeux,
- Le briseur d'âme, un assassin terriblement violent.

## Éditions
The Spire a été publié initialement en 8 fascicules de juillet 2015 à juin 2016 par Boom! Studios, ensuite rassemblés en une intégrale de 208 pages publiée en décembre 2016  (ISBN 978-1608869138).
Cette intégrale a été adaptée en français sous le titre Le Beffroi par les éditions Akileos en album cartonné en septembre 2017, dans une traduction de Achille(s)  (ISBN 978-2355743153).